# Peter Hollingworth

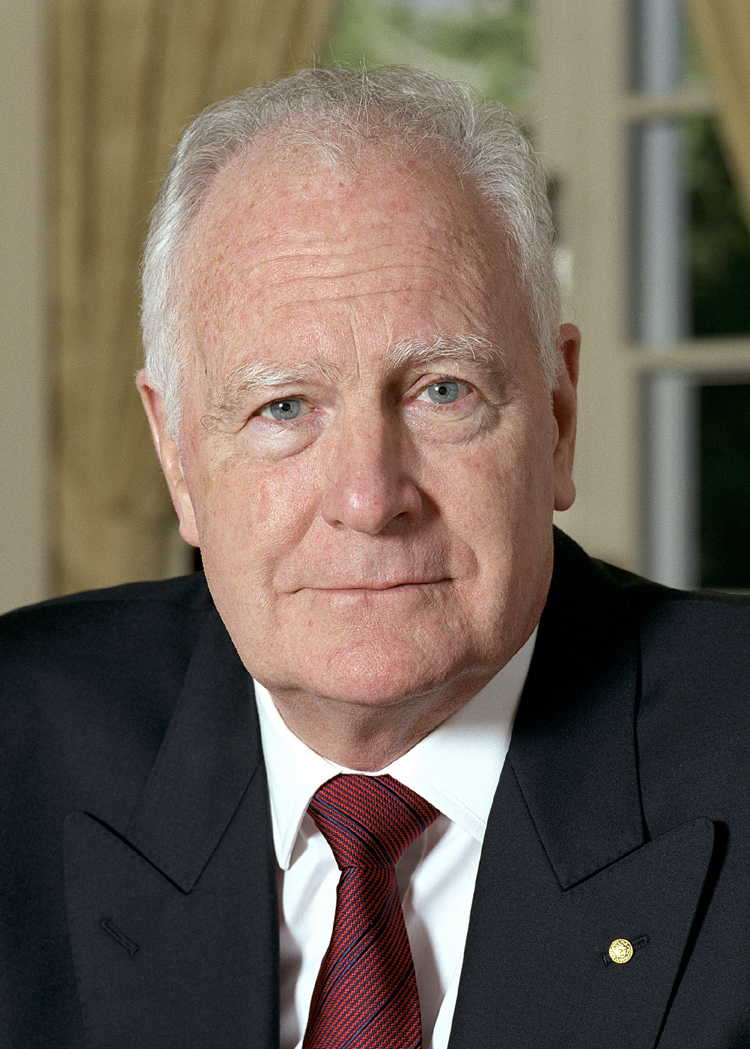
Peter Hollingworth

Peter John Hollingworth AC, OBE (* 10. April 1935 in Adelaide, South Australia) ist ein australischer Erzbischof der Anglikanischen Kirche und ehemaliger Generalgouverneur Australiens.

## Biografie

### Studium, Tätigkeit als anglikanischer Geistlicher und Aufstieg zum Erzbischof von Brisbane
Nach dem Besuch staatlicher Grundschulen erwarb er seinen Sekundarabschluss am Scotch College in Melbourne, wohin er 1940 mit seinen Eltern verzogen war, und war im Anschluss daran als Bergarbeiter in der Bergwerksgesellschaft BHP Billiton tätig. Seine Mittagspause verbrachte er dabei oftmals in der St. Pauls Anglican Cathedral, was seinen Wunsch, anglikanischer Priester zu werden, begründete.
Nach seiner Zwangsverpflichtung zum Wehrdienst 1953 und der Grundausbildung auf dem Militärflugplatz der Royal Australian Air Force (RAAF) in Point Cook (Victoria) wurde er Mitarbeiter im Büro des dortigen Militärkaplans. Anschließend folgte 1954 seine Immatrikulation an der Fakultät für Religion des Trinity College der Universität Melbourne. 1960 schloss er das Studium mit einem Bachelor of Arts (B.A.) sowie einem Lizenziat in Theologie ab.
Nach einer Tätigkeit als Diakon und der anschließenden Priesterweihe war er als Priester in Nordmelbourne tätig. 1964 trat er der Bruderschaft des Heiligen Laurentius (Brotherhood of St. Laurence) bei, einer unabhängigen anglikanischen Wohlfahrtsorganisation, und wurde zunächst deren Kaplan und Direktor für Kinder- und Jugendarbeit. Später übernahm er dann das Amt des Direktors für Sozialpolitik und Forschung, ehe er 1990 zum Exekutivdirektor der Brotherhood of St. Laurence wurde.
Neben diesen Ehrenämtern wurde er 1980 zum Kanoniker der St. Pauls Cathedral gewählt und fünf Jahre darauf 1985 zum Bischof von Melbourne - Inner City geweiht. Kurz zuvor erwarb er einen Master of Arts in Sozialarbeit und schrieb auch mehrere Bücher über die Arbeit mit Bedürftigen, die anerkannte Lehrbücher wurden.
Im Dezember 1989 wurde Hollingworth dann zum Erzbischof der anglikanischen Kirche von Brisbane gewählt. In den folgenden Jahren wurden nicht nur in seiner Diözese von Queensland, sondern weltweit Anschuldigungen des Kindesmissbrauchs innerhalb der anglikanischen Kirche erhoben.
1998 wurde er außerdem zum Delegierten von Queensland beim Verfassungskonvent (Constitutional Convention) berufen.

### Generalgouverneur von Australien und Rücktritt wegen Kindesmissbrauchsvorwürfen
Im April 2001 wurde er von Premierminister John Howard als Nachfolger von Sir William Patrick Deane für das Amt des Generalgouverneur Australiens vorgeschlagen und von Königin Elisabeth II. kurz darauf ernannt. Das Amt des 23. Generalgouverneurs trat er offiziell nach seiner Vereidigung am 29. Juni 2001 an.
Um Kontroversen mit anderen Religionen zu vermeiden, verzichtete Hollingworth unter Beibehaltung des Weihesakraments auf die Anrede Bischof sowie das Tragen geistlicher Kleidung. Die Ernennung eines Kirchenmannes im Allgemeinen und von Hollingworth im Besonderen führte von Anfang an zu einigen negativen Kommentaren in den Medien. Zum Teil wurde dargestellt, dass der amtierende Generalgouverneur William Deane wegen seiner politischen Gegnerschaft zur Sozialpolitik Howards zu populär wurde. Andererseits wurde unterstrichen, dass gerade die vorherige soziale Arbeit von Hollingworth eine Grundlage für eine zukünftige Positionierung der australischen Gesellschaft in sozialen Fragen darstellte.
Als Generalgouverneur setzte er aber trotz der Vorwürfe seine Tätigkeit in Fragen zur Ethik fort, in dem er im Oktober 2002 eine Ethikkonferenz in Brisbane einberief.
Im Laufe des Jahres 2001 wurden bereits Stimmen laut, die seinen Rücktritt als Generalgouverneur forderten, da er als Erzbischof von Brisbane angeblich versucht hatte, Beschwerden und Klagen über Kindesmissbrauch in der anglikanischen Schule von Toowoomba zu verhindern. Zu den Vorfällen gab er am 19. Dezember 2001 eine Presseerklärung heraus.
In den folgenden Wochen wurden weitere Details in der Öffentlichkeit ausgebreitet und die Kritik an Hollingworth verstärkte sich. Dieser suchte im Februar 2002 mit seiner Partizipation beim Programm Australian Story des öffentlich-rechtlichen Fernsehsenders ABC, die gegenläufigen Wogen des öffentlichen Meinungsbildes zu glätten. Er sprach zwar sein Mitgefühl mit den Opfern der missbrauchenden Priester aus, erklärte aber dass sein Handlungsspielraum begrenzt gewesen wäre, da er auch die möglichen finanziellen Konsequenzen der Angelegenheit für die Diözese in Betracht ziehen musste. Auch sei er unter "großem persönlichen Druck" gestanden. Im Zusammenhang mit der Beziehung eines Priesters zu einem 14-jährigen und damit gesetzlich unterjährigen Mädchen äußerte er sich wie folgt: "Ich glaube nicht, dass das sexueller Missbrauch war. Niemand spricht hier von Vergewaltigung oder dergleichen. Ganz im Gegenteil, meine Informationen besagen, dass es eher andersrum war."
Vor allem dieser Satz erregte größtes öffentliches Unverständnis. Selbst seriöse Zeitungen wie The Age forderten nunmehr seinen umgehenden Rücktritt. Oppositionsführer Simon Crean sprach ihm Urteilsvermögen ab, und selbst Regierungsabgeordnete empfahlen dem Generalgouverneur er möge "seinem Gewissen folgen". Lediglich Regierungschef John Howard war nunmehr vorbehaltlos hinter Hollingworth. In den folgenden Wochen sprachen sich rund zwei Drittel der Bevölkerung in Umfragen für seinen Rücktritt aus.
Einige Organisationen verzichteten auf die Anwesenheit des Generalgouverneurs bei ihren Veranstaltungen. Die Angelegenheit dominierte bis zu seinem Abgang die nationale Diskussion, der Ministerpräsident weigerte sich hartnäckig die Entlassung auszusprechen oder Hollingworths Rücktritt einzufordern. Auch dieser selbst hielt trotz des Sturmes in der Öffentlichkeit an seinem mit gut 300.000 AUD dotierten Amt fest.
Ein kircheninterner Bericht vom 1. Mai 2003 kritisierte ihn, dass er in zwei Fällen von sexuellem Missbrauch nicht tätig wurde, insbesondere wegen seiner Erlaubnis an einen bekannten Täter zur weiteren Tätigkeit als Priester. Kurz darauf wurden am 8. Mai 2003 rechtserhebliche Behauptungen von Vergewaltigung bekannt, in der Rosemarie Annie Jarmyn, die kurz zuvor Selbstmord verübte, Hollingworth selbst beschuldigte, sie während eines kirchlichen Ferienlagers in den 1960er Jahren vergewaltigt zu haben. Hollingworth bestand darauf, dass es sich um eine Verwechselung handeln musste und er Jarmyn niemals traf.
Gleichwohl entschied er sich am 11. Mai 2003 sein Amt bis zur Aufklärung des Falles ruhen zu lassen. Obwohl die weitere Untersuchung des Falles bereits am 23. Mai 2003 eingestellt wurde, trat er sein Amt nicht wieder an, sondern verkündete am 25. Mai 2003 seinen Rücktritt als Generalgouverneur, nachdem er zuvor auch mit Königin Elisabeth II. während deren einwöchigen Staatsbesuchs gesprochen hatte. In seiner neunminütigen Abschiedsrede äußerte er seine Hoffnung, dass sein Rücktritt auch demonstrieren möge, dass „den gefährdetsten, unseren Kindern, höchste Priorität zugeordnet werden muß.“
Im Anschluss an dieses wohl unrühmlichste Kapitel in der Geschichte des Amtes übernahm zunächst Guy Green, der Gouverneur von Tasmanien, als nach Dienstzeit ältester Gouverneur eines Bundesstaates vorübergehend das Amt des amtierenden Generalgouverneurs (Administrator), ehe am 11. August 2003 der frühere Gouverneur von Western Australia, Michael Jeffery, als 24. Generalgouverneur Australiens vereidigt wurde.

### Hollingworth nach dem Rücktritt
Hollingworth gab erst nach mehr als einem Jahr nach seinem Rücktritt am 27. Juni 2004 sein erstes Radiointerview, in dem er sich auch zu seinem Rücktritt und den vorangegangenen Vorwürfen äußerte.
2007 äußerte er sich in einer Rundfunksendung der ABC kritisch gegenüber Wikipedia-Mitgründer Jimmy Wales und beklagte sich über die Voreingenommenheit des Artikels in der englischsprachigen Ausgabe des Internet-Lexikons gegen ihn, die angeblich ihn betreffende Falschmeldungen anderer Medien zitieren würde.
Dieser Tage hat sich Hollingworth in Melbourne niedergelassen und betätigt sich bei Wohltätigkeitsorganisationen. Mit einer Sondererlaubnis der Anglikanischen Erzdiözese darf er auch, als im Ruhestand befindlicher Geistlicher, noch Gottesdienste abhalten.

### Ehrungen und Auszeichnungen
Bereits 1976 wurde er zum Officer des Order of the British Empire ernannt. Für seine Arbeit in Kirche und das Gemeinwesen wurde ihm 1988 auch der Order of Australia (AO) verliehen.
1991 wurde er zum Australian of the Year gewählt.
Nach seiner Nominierung zum Generalgouverneur wurde ihm am 21. Mai 2001 vom Erzbischof von Canterbury, George Leonard Carey, der Grad eines Doktors der Literatur von Lambeth (D. Litt. Lambeth) in Anerkennung für seine Forschungen, Veröffentlichungen, Lehren und Leistungen auf dem Gebiet der christlichen Soziallehre, sozialen Fürsorge und bischöflichen Führung verliehen. Auch wenn das Lambethdoktorat keine Dissertation erfordert, ist es kein Ehrendoktortitel, sondern aufgrund seiner Einrichtung durch eine königliche Charta aus dem 16. Jahrhundert eine besondere Auszeichnungsmöglichkeit durch den jeweiligen Erzbischof von Canterbury.
Des Weiteren wurden Hollingworth sechs Ehrendoktortitel australischer Universitäten verliehen.

### Veröffentlichungen
- Australians In Poverty, Melbourne 1985